# Mucropetraliella tuberosa
Mucropetraliella tuberosa är en mossdjursart som först beskrevs av Busk 1884.  Mucropetraliella tuberosa ingår i släktet Mucropetraliella och familjen Petraliellidae. Inga underarter finns listade i Catalogue of Life.